# Jaromír Spal
Jaromír Spal (18. července 1916 Nové Strašecí – 22. března 1981 Praha) byl český  herec a dabér.

## Život
Vystudoval gymnázium v Chrudimi. Studium práv nedokončil a poté studoval na dramatickém oddělení Státní konzervatoře. Byl žákem Jindřicha Honzla. Po dokončení studia účinkoval v různých divadlech. V roce 1943 obdržel první filmovou roli, a to ve filmu Bláhový sen. Od roku 1942 pracoval také v rozhlase. Od 60. let 20. století též daboval zahraniční filmy. V roce 1968 se objevil v televizním seriálu Sňatky z rozumu. V letech 1974 až 1980 hrál v televizním seriálu Bakaláři. Celkem se v letech 1943 až 1980 objevil ve více než 40 filmových a televizních produkcích.

## Filmografie (výběr)
- Až se vrátíš... (1947)
- Bláhový sen (1943)
- Dívka na koštěti (1971), role: Jindřich Bláha, ředitel zoologické zahrady, Honzův otec
- Housle a sen (1946), role: houslista Josef Slavík
- Hřiště (1975)
- Jarní píseň (1944)
- Kdo chce zabít Jessii? (1966)
- Konec strašidel (1952)
- Lavina (1946), role: lyžař Toník
- Lov na mamuta (1964)
- Maratón (1968)
- Město nic neví (1975)
- Mikoláš Aleš (1951)
- Nad námi svítá (1952)
- Návštěva z oblak (1954)
- Němá barikáda (1948), role: průvodčí tramvaje
- Neporažení (1956)
- Nikdo se nebude smát (1965)
- Průlom (1946)
- Předtucha (1944)
- Případ mrtvých spolužáků (1976)
- Slovo dělá ženu( 1952)
- Týden v tichém domě (1947), role: úřednický praktikant Václav Bavor
- Usměvavá zem (1952)
- Vstanou noví bojovníci (1950)
- Z mého života (1955), role: spisovatel Jan Neruda
- Zde jsou lvi (1958)